# Oude Kwaremont
L'Oude kwaremont è una breve salita che si trova a Kluisbergen, in Belgio, nella regione delle Fiandre orientali. 
Partendo da Kluisbergen (18 m s.l.m.), con un fondo stradale formato da ciottoli e asfalto, l'ascesa del kwaremont risulta esser lunga 2,2 km. Superata questa distanza, il dislivello positivo affrontato è di 93 metri. La pendenza media è del 4,2% mentre la massima è dell'11%. È stato affrontato per la prima volta al Giro delle Fiandre nel 1974.